# Aqua Blue Sport
Aqua Blue Sport (código UCI: ABS), é um equipa ciclista  profissional irlandês de categoria Profissional Continental.

## História
A equipa é o primeiro em Irlanda com licença nesta categoria. Seu fundador é o empresário irlandês Rick Delaney, que garante a continuidade do conjunto ao menos quatro anos. O objectivo da equipa é chegar a ser UCI World Tour e participar no Tour de France.

## Corredor melhor classificado nas Grandes Voltas
| Ano  | Giro d'Italia | Tour de France | Volta a Espanha    |
| ---- | ------------- | -------------- | ------------------ |
| 2017 | -             | -              | 58.º Stefan Denifl |

## Classificações UCI

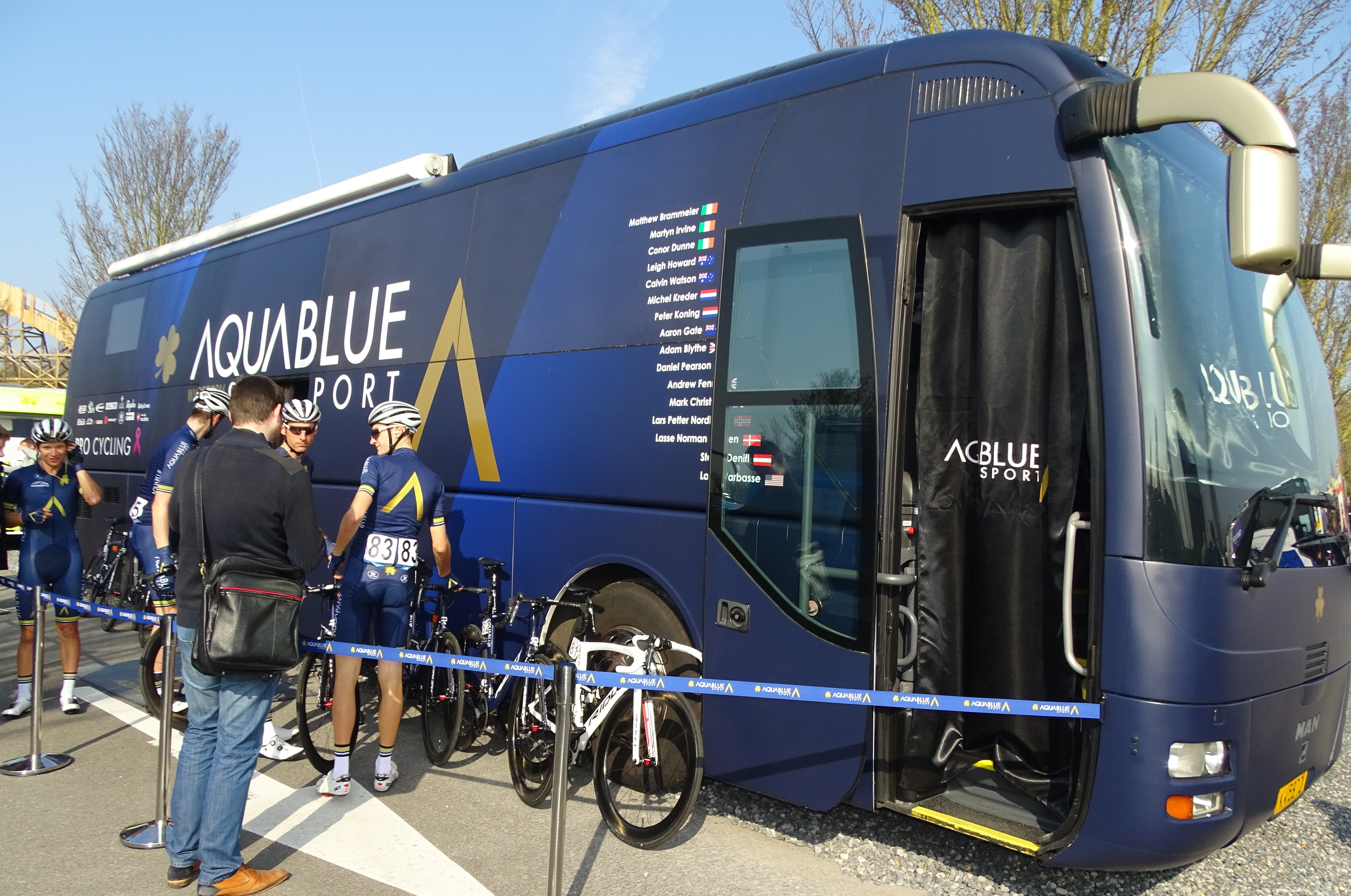
Autocarro que a equipa utiliza.

A partir de 2005 a UCI instaurou os Circuitos Continentais UCI, onde a equipa está desde que se criou em 2017, registado dentro do UCI Europe Tour.

### UCI Europe Tour
| Temporada | Classificação por equipas | Melhor corredor | Posição |
| 2017      | 22º                       | Adam Blythe     | 93º     |

### UCI Asia Tour
| Temporada | Classificação por equipas | Melhor corredor | Posição |
| 2017      | 80º                       | Daniel Pearson  | 356º    |

### UCI America Tour
| Temporada | Classificação por equipas | Melhor corredor   | Posição |
| 2017      | 27º                       | Lawrence Warbasse | 37º     |

### UCI Oceania Tour
| Temporada | Classificação por equipas | Melhor corredor | Posição |
| 2017      | 14º                       | Aaron Gate      | 32º     |

## Palmarés
Para anos anteriores, veja-se Palmarés do Aqua Blue Sport

### Palmarés 2018

#### UCI World Tour
| Datas | Corridas | Vencedor |

#### Circuitos Continentais UCI
| Datas          | Circuito              | Corridas                     | Vencedor            |
| 1 de fevereiro | UCI Oceania Tour 2018 | 1.ª etapa do Herald Sun Tour | Lasse Norman Hansen |

#### Campeonatos nacionais
| Datas | Corridas | Vencedor |

## Elenco
Para anos anteriores, veja-se Elencos do Aqua Blue Sport

### Elenco de 2018
| Nome                | Nascimento | Nacionalidade  | Equipa de 2017      |
| Shane Archbold      | 02/02/1989 | Nova Zelândia  | Bora-Hansgrohe      |
| Adam Blythe         | 01/10/1989 | Reino Unido    | Aqua Blue Sport     |
| Matthew Brammeier   | 07/06/1985 | Irlanda        | Aqua Blue Sport     |
| Mark Christian      | 20/01/1990 | Reino Unido    | Aqua Blue Sport     |
| Stefan Denifl       | 20/09/1987 | Áustria        | Aqua Blue Sport     |
| Edward Dunbar       | 01/09/1996 | Irlanda        | Axeon Hagens Berman |
| Conor Dunne         | 22/01/1992 | Irlanda        | Aqua Blue Sport     |
| Andrew Fenn         | 01/07/1990 | Reino Unido    | Aqua Blue Sport     |
| Aaron Gate          | 26/11/1990 | Nova Zelândia  | Aqua Blue Sport     |
| Lasse Norman Hansen | 14/02/1992 | Dinamarca      | Aqua Blue Sport     |
| Peter Koning        | 03/12/1990 | Países Baixos  | Aqua Blue Sport     |
| Michel Kreder       | 15/08/1987 | Países Baixos  | Aqua Blue Sport     |
| Daniel Pearson      | 26/02/1994 | Reino Unido    | Aqua Blue Sport     |
| Casper Pedersen     | 15/03/1996 | Dinamarca      | Team Giant-Castelli |
| Larry Warbasse      | 28/06/1990 | Estados Unidos | Aqua Blue Sport     |
| Calvin Watson       | 06/01/1993 | Austrália      | Aqua Blue Sport     |